# ノエル・ポール・ストゥーキー
ノエル・ポール・ストゥーキー（Noel "Paul" Stookey, 1937年12月30日 - ）は米国メリーランド州ボルティモア出身のシンガーソングライターで、元ピーター・ポール&マリーの「ポール」として著名。このためポール・ストゥーキー（またはストーキーとも）の名でも知られる。

## 経歴

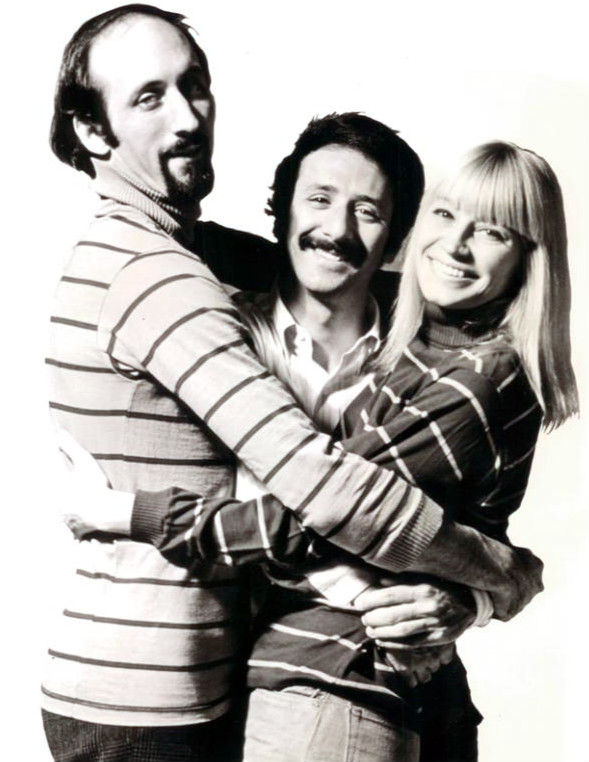
ピーター・ポール&マリー

ミシガン州立大学の卒業後、ミュージカル俳優として立つ希望をもっていたが、結局フォークシンガーとしての活動に入った。PP&M時代は、神業的なギターの指さばきで名高く、スリーフィンガー奏法はストゥーキーのトレードマークにもなったほどである。
解散後の1971年に、同じく元メンバーのピーター・ヤローに贈った祝婚歌「Wedding Song (There Is Love)」を発表し、ヒットさせた。これは現在でも米国では、結婚式で流されることが多い。ストゥーキーはこのヒットソングの著作権を手放し、パブリック・ドメイン基金に譲渡している。
PP&Mとしての活動に加えて、ソロでもいくつかのレコードを発表しており、ボディワークスという名のアンサンブルにも共演してアルバムを発表している。PP&M時代の作品が諷刺を主体としたメッセージソングやプロテストソングが多かったのに対して、解散後に発表された楽曲では、社会問題や家庭生活に加えて、キリスト教信仰を力説するようになっている（ただし、PP&M時代にも、「私の試練」などのゴスペルや黒人霊歌を得意としたのはストゥーキーであった）。したがってストゥーキーは、ジーザス・ミュージック運動がクリスチャン・ポップスとして花開くようになる上で重要な貢献をしたアーティストの一人であったが、多くのジーザス・ミュージック〜クリスチャン・ポップス系のアーティストたちとは異なり、ストゥーキーは政治的にはリベラルな立場にある。また、デイヴ・マレットやゴードン・ボックといった比較的無名のシンガーソングライターのアルバム制作に携わったほか、ニューワールド・マルチメディアという名のレコードレーベルを設立した。

## 現在
現在も現役で音楽活動を続けており、ソロだけでなく、再結成後のPP&Mの一員としても、国内外で定期的な音楽活動を続けている。
ベティ夫人は教育関係者・聖職者（学校の附属礼拝堂のチャプレン）としてマサチューセッツ州で仕事をしていた時期があり、ストゥーキーも同州に数年間住んでいた。2005年以降はメイン州在住で、鶏舎を改造したスタジオで録音を行なっている。
2007年2月17日より、新曲「Song for Megumi」のPRのために訪日。5月に再来日し、山本潤子、鈴木康博、南こうせつ、C・W・ニコル、角野卓造との共演でチャリティコンサートを行い、収益を北朝鮮による拉致被害者家族の支援のために寄付した。